# Obszarowka
Obszarowka (ros. Обшаровка) – wieś (sieło) w Rosji, w obwodzie samarskim, w rejonie priwołżskim. W 2010 liczyła 5667 mieszkańców.

## Urodzeni
- Anatolij Łogunow – fizyk, rektor Moskiewskiego Uniwersytetu Państwowego.
- Iwan Łyczow – radziecki polityk, dyplomata, działacz partyjny.